# The Sting (1973)

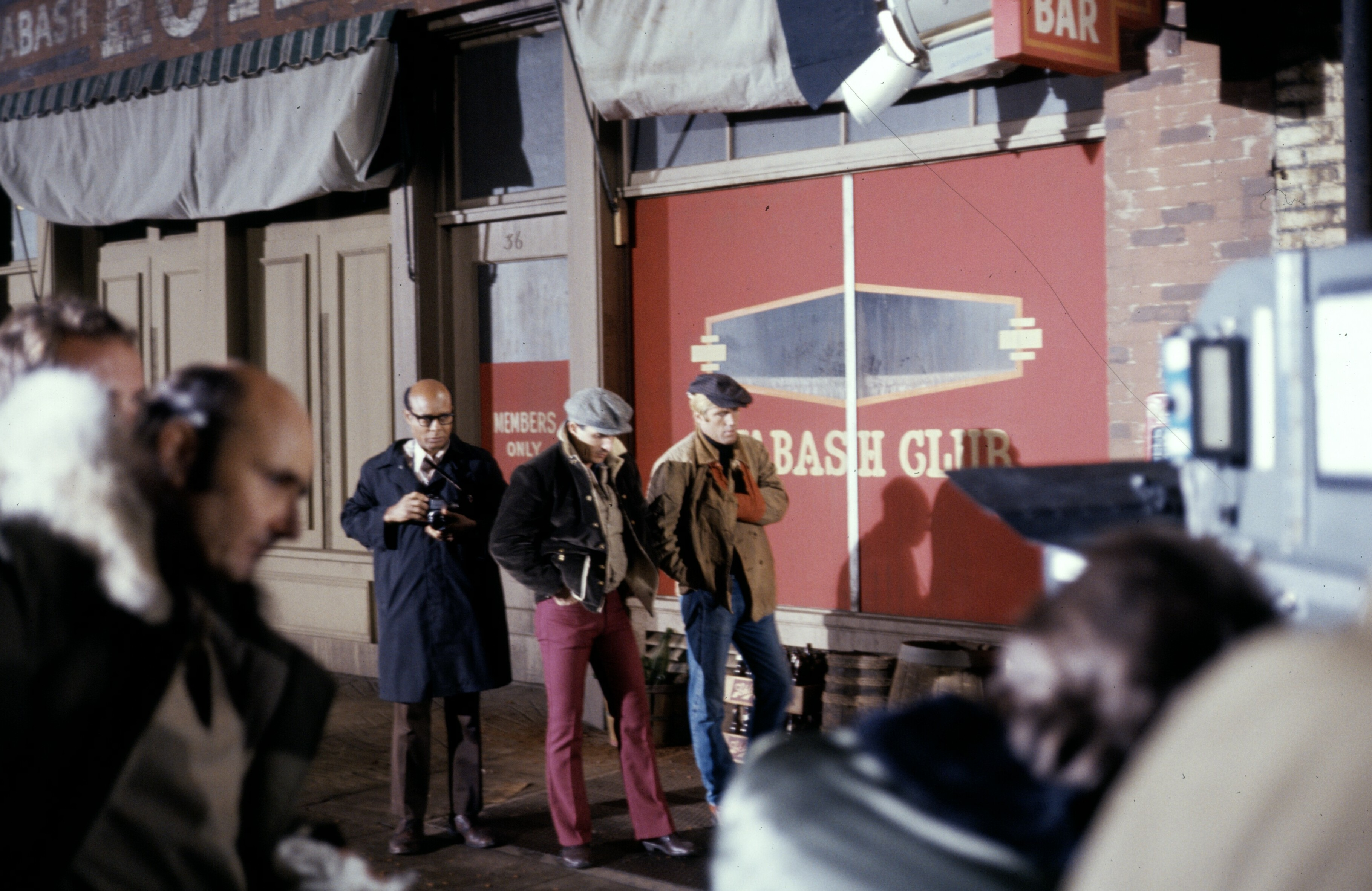
The making of The Sting

The Sting is een Amerikaanse speelfilm uit 1973, geregisseerd door George Roy Hill, met in de hoofdrollen Paul Newman, Robert Redford en Robert Shaw.
Het scenario van de film is geschreven door David S. Ward en gebaseerd op de waar gebeurde oplichterspraktijken van de gebroeders Fred and Charley Gondorf, zoals beschreven in het boek "The Big Con: The Story of the Confidence Man" van David Maurer (1940).
The Sting was bij het publiek zeer succesvol. De opbrengsten waren voor die tijd enorm: 160.000.000 dollar. De film won in 1973 zeven Oscars. In 2005 werd de film vanwege historische, culturele en esthetische kwaliteiten voor conservering opgenomen in het National Film Registry van de Amerikaanse Library of Congress.

## Verhaal
De film speelt zich af in de Verenigde Staten in 1936. Johnny Hooker en nestor Luther Coleman zijn twee kruimeldieven die per ongeluk een verkeerde voorbijganger, een geldloper van de criminele bankdirecteur Doyle Lonnegan, oplichten met een aloude goochelaarstruc. De buit is onverwacht groot, wel 11.000 dollar. De dolgelukkige oplichters verdelen de buit, zonder dat ze weten wie de eigenaar van het geld is. Dit is de mogelijkheid voor Luther Coleman om met pensioen te gaan. Luther Coleman vindt zijn pupil te goed geworden voor het kruimelwerk, en wil hem koppelen aan een oude maat Henry Gondorff. Johnny Hooker wil echter dat alles bij het oude blijft. 
Als de corrupte luitenant van politie William Snyder hem zegt dat hij weet heeft van de zwendel, waarvan hij ook een deel wil, begrijpt Johnny Hooker de ernst van de zaak. Hij rent weg, en ontsnapt aan Snyder, die boos achterblijft zonder een deel van het geld. Als hij Luther Coleman komt waarschuwen, blijkt het al te laat. Een mannetje van Doyle Lonnegan heeft Luther Coleman al vermoord. Johnny Hooker besluit zich alsnog aan te sluiten bij de groep van de grote Henry Gondorff om zijn leermeester te wreken.
Henry Gondorff heeft een aantal mensen om zich heen verzameld die werken volgens het principe van oplichters: een val zetten volgens een vooraf afgesproken scenario, gebruikmakend van de zwakheden van het slachtoffer, en verdwijnen voordat het slachtoffer doorheeft wat hem is overkomen. Zijn organisatie beschikt over een compleet 'circus' van figurant tot decorbouwer die op partage meedoen aan een sting.
Ze besluiten een nep-wedkantoor voor paardenraces in te richten. Johnny Hooker zal zich als 'Kelly' voordoen, en Henry Gondorff als Shaw. Kelly komt in contact met Doyle Lonnegan en vertelt hem dat hij zijn baas (Shaw) van het wedkantoor wil oplichten, maar dat hij een geldschieter nodig heeft die wil meedelen in de winst. Hooker vertelt hem dat een partner uit Chicago, Kid Twist, een hoge man is bij Western Union die kan zorgen voor past posting. Dit betekent dat Western Union, die de tickertape voor het hele continent verzorgt, twee minuten vertraagd doorgeeft. Dus ook aan zijn baas (Shaw). Kid Twist zal dan de uitslag voortijdig doorgeven. Die twee minuten kunnen dan precies gebruikt worden om een weddenschap te zetten. Lonnegan ziet dit wel zitten, maar wil een groter aandeel in de winst dan voorzien. Als Hooker bezwaar maakt, laat Lonnegan weten dat hij de spelregels bepaalt.
Ondertussen is het mannetje van diezelfde Doyle Lonnegan nog op zoek naar de tweede oplichter van zijn geldloper, Johnny Hooker dus. Bovendien zit Snyder, die nog steeds een deel van de 11.000 dollar wil, Hooker op de hielen. Dit loopt op niets uit als Snyder door twee FBI-agenten wordt meegenomen naar een pakhuis, waar special agent Polk hem vertelt dat Johnny Hooker en Henry Gondorff bezig zijn met een klus om Doyle Lonnegan op te lichten. Snyder wordt opgenomen in het team van de FBI om mee te werken aan de oplossing van deze grote zaak. Als Snyder Hooker voor Polk laat verschijnen, krijgt Hooker te horen dat hij Gondorff moet verlinken (dubbel spel spelen) omdat hij anders vervolgd zal worden voor de oplichting van die 11.000 dollar. Hooker is uit het veld geslagen. Hooker legt het aan met Loretta, de nieuwe serveerster van het restaurant waar hij altijd eet.
Lonnegan heeft uit ergernis inmiddels een professionele huurmoordenaar, Salino, in de hand genomen omdat hij de tweede oplichter van zijn geldloper nog steeds te pakken wil krijgen. De kijker krijgt dan ook te zien dat Hooker wordt achtervolgd door een donkere man met zwartleren handschoenen aan.
De dag van de sting is aangebroken en iedereen maakt zich op. Hooker, die die nacht bij Loretta was, wordt wakker zonder dat ze naast hem ligt. Als hij naar het wedkantoor loopt ziet hij haar. Als je Hooker van achteren ziet verschijnt de zwarte man achter hem. De zwarte man trekt een pistool, en schiet. De kogel raakt Loretta, en ze valt direct neer. Loretta blijkt Salino te zijn met een doorgeladen pistool op zak, klaar om Hooker om zeep te brengen. De man met de leren handschoenen blijkt een bewaker voor Hooker te zijn die is ingehuurd door Gondorff.
Op het wedkantoor komt Lonnegan met een half miljoen dollar. Hij zet het geld op het winnende paard. De race begint en de spanning stijgt. Als Kid Twist ten tonele verschijnt, en te horen krijgt wat Lonnegan heeft gewed, laat hij weten dat er iets fout gaat. Hij had doorgegeven dat het betreffende paard tweede zou eindigen. Als Lonnegan dit hoort, wil hij zijn geld terug. Consternatie ontstaat want de inzet staat inmiddels vast. In deze consternatie vallen ook nog eens de FBI en Snyder het wedkantoor binnen. Hij spreekt de grote Henry Gondorff aan met 'Hello, Henry, long time no see!' en tegen Hooker zegt hij: 'You can go'. Hooker is vrij om te gaan omdat hij Gondorff heeft uitgeleverd. 
Op dat moment trekt Gondorff een wapen en schiet Hooker in zijn rug. Bloed komt uit zijn mond. Polk schiet op zijn beurt Gondorff neer. Direct commandeert Polk dat Snyder Lonnegan weg moet brengen, voordat de politie en pers er zijn. Lonnegan die nu zijn half miljoen moet achterlaten, moet toch ook aan zijn reputatie als bankier denken en gaat toch maar mee. Op het moment dat Lonnegan en Snyder weg zijn buigt Polk over Hooker en zegt: "Oké, ze zijn weg!" Hooker opent zijn ogen en blijkt niet dood. Enthousiast roept hij dit ook naar Gondorff. Deze opent ook zijn ogen. Gejuich en opluchting ontstaat onder alle figuranten die hebben meegeholpen aan deze sting.

## Rolverdeling
| Acteur            | Personage      |
| ----------------- | -------------- |
| Paul Newman       | Henry Gondorff |
| Robert Redford    | Johnny Hooker  |
| Robert Shaw       | Doyle Lonnegan |
| Charles Durning   | William Snyder |
| Ray Walston       | J.J. Singleton |
| Eileen Brennan    | Billie         |
| Harold Gould      | Kid Twist      |
| John Heffernan    | Eddie Niles    |
| Dana Elcar        | FBI-agent Polk |
| Jack Kehoe        | Erie Kid       |
| Dimitra Arliss    | Loretta        |
| Robert Earl Jones | Luther Coleman |
| James Sloyan      | Mottola        |
| Charles Dierkop   | Floyd          |
| Lee Paul          | Lijfwacht      |

## Voorgeschiedenis
Scenarist David Ward was begonnen aan het scenario voor de film Steelyard Blues. Voor een scène over zakkenrollers begon hij zich in te lezen en stuitte op boeken over oplichters. In zijn hoofd kreeg het idee vorm om een film over oplichters te schrijven. Ward voltooide "Steelyard Blues" en gaf het scenario aan producent Tony Bill. Hij legde hem ook het idee van de oplichterfilm voor. Bill zag er wel iets in en zou uiteindelijk samen met Julia Phillips en Michael Phillips zowel Steelyard Blues als The Sting produceren. Nadat Ward het scenario voor de The Sting voltooid had, ging het scenario de studio's en agenten langs waarbij het ook kwam te liggen bij agent Mike Medavoy. Een van diens 'lezers', de latere regisseur Rob Cohen, las het scenario en was razend enthousiast, hij zei tegen Medavoy dat het Oscarmateriaal was, een grote film met steracteurs. De sceptische Medavoy zei dat hij op aanbeveling van Cohen zou proberen het scenario te verkopen en dat de laatste ontslagen was als het niet lukte. Nog diezelfde dag kocht Universal het scenario.

## Scenario

### Geschiedenis
David Ward zocht documentatie over zakkenrollers toen hij het scenario voor de film "Steelyard Blues" schreef. Hij stuitte vervolgens op materiaal over oplichters uit het begin van de twintigste eeuw. Een van de boeken die hij las was "The Big Con: The Story of the Confidence Man" van David Maurer uit 1940. Het idee groeide om een scenario te schrijven over oplichters. Ward schreef het scenario terwijl hij bluesmuziek speelde uit de jaren dertig en veertig van de twintigste eeuw; het tijdperk waarin zijn scenario speelde. Hij had Robert Redford voor ogen voor het hoofdpersonage Johnny Hooker.
Ward gebruikte zoveel materiaal uit het boek van Maurer dat deze in 1974 een rechtszaak aanspande met eis van 10 miljoen dollar schadevergoeding. Uiteindelijk wist Universal de zaak buiten de rechter om te regelen. Dat Maurers boek veel materiaal heeft opgeleverd blijkt niet alleen uit de gebruikte trucs, maar ook namen die in de film worden gebruikt. Henry Gondorff, JJ Singleton, Kid Twist en Eddie Niles zijn namen van oplichters die in het boek van Maurer worden gebruikt.

### De echte Sting
Charley en Fred Gondorf waren meesteroplichters uit het begin van de twintigste eeuw. Oplichters zijn er in verschillende gradaties, de meeste hanteren de zogenaamde 'short con' (een oplichtertruc die snel en zonder veel poespas wordt uitgevoerd, maar weinig oplevert). In de film is de short con te zien als Johnny en Luther mensen oplichten met de portefeuilletruc. 
De ware meesters in het genre excelleren echter in de zogenaamde 'long con' hierbij worden doelwitten opgelicht met zorgvuldige geplande trucs, waarbij veel mensen worden ingeschakeld en veel moeite gedaan. De opbrengst is meestal een stuk hoger dan bij de 'short con'. Een voorbeeld van een 'long con' is de 'big store' (het warenhuis). Deze truc houdt in dat de oplichters volkomen controle hebben over de omgeving waar het oplichten plaatsvindt. Iedereen, behalve het doelwit, binnen die omgeving hoort bij de oplichters. Het is alsof de oplichter een eigen winkel opzet met oplichters als personeel en klanten om het doelwit op te lichten. 
Hierop zijn vele varianten mogelijk, één daarvan is "The Wire" (de telegraaf). De Gondorfs bedachten deze truc waarbij ze een wedkantoor nabouwden en oplichters inhuurden als personeel en klanten. Aan het doelwit werd verteld dat Fred Gondorf personeel van het Western Union-telegraafbedrijf had omgekocht en zo kon wedden op races die al waren gelopen, maar waarvan de resultaten pas minuten later werden doorgetelegrafeerd. In 1914 wisten ze een Engelsman op die manier op te lichten voor 10.000 dollar. De man ging echter naar de politie en de broers werden opgepakt. Charley in 1915 en Fred een jaar later. Ze kwamen vrij in 1925 en hoewel ze inmiddels 65 en 60 waren, gingen ze nog een tijdje door met hun praktijken.

### Titel
De titel van de The Sting (de bijensteek) is afkomstig uit de wereld van de oplichters en slaat op het moment dat de oplichter het geld van zijn doelwit in handen heeft. Als de oplichtertruc goed is uitgevoerd heeft het doelwit geen idee dat hij is opgelicht, maar weet wel dat hij zijn geld kwijt is. Dit "steekt" uiteraard en doet zeer.

## Acteurs

### Johnny Hooker
David Ward had The Sting geschreven met Robert Redford voor ogen, maar de acteur zag weinig in het scenario en weigerde de rol. Vervolgens benaderden de producenten Jack Nicholson maar ook hij was niet geïnteresseerd. Intussen had Redford zich bedacht en hij nam de rol aan. Hij geloofde overigens niet dat de film een grote hit zou worden en vond dat er weinig viel te acteren. Redford had zo weinig met de film dat het tot 2004 zou duren voordat hij The Sting voor het eerst zag.

### Henry Gondorff
Regisseur George Roy Hill kreeg het scenario voor de film per ongeluk in handen en was gelijk verkocht. Hij wilde The Sting regisseren. Hill liet ook Paul Newman het scenario lezen en de acteur vond het een goed verhaal maar zag weinig in de rol van Gondorf, het was oorspronkelijk ook een kleine rol en voor een veel oudere man dan Newman. De acteur was ook niet zo gesteld op rollen in komische films. Newman had echter succesvol samengewerkt met Hill en Robert Redford in Butch Cassidy and the Sundance Kid en zag het project als de langverwachte tweede samenwerking van het trio. Na zijn toezegging om mee te doen werd het personage van Gondorff aanzienlijk uitgebreid.

### Doyle Lonnegan
Acteur Richard Boone was aanvankelijk aangezocht voor de rol van de gangster Lonnegan, maar hij sloeg het aanbod af. Ook Stephen Boyd en Oliver Reed zagen niets in de rol. Een inmiddels wanhopige producente Julia Phillips begon te denken dat de rol vervloekt was. Het was Paul Newman die Robert Shaw noemde als acteur voor de rol van Lonnegan. Hij bracht het scenario persoonlijk naar Shaw, die er wel wat in zag. De acteur vroeg wel een extreem hoog salaris en eiste dat zijn naam direct na die van Redford en Newman kwam op de filmtitels nog voor de filmtitel zelf.

### Loretta
Het vriendinnetje van Hooker, de serveerster en de professionele huurmoordenaar Loretta Salino, moest volgens regisseur George Roy Hill gespeeld worden door een onbekende actrice. Het publiek mocht geen vooringenomen ideeën hebben over haar personage. De studio was echter totaal niet tevreden over de keuze van Hill, de actrice Dimitra Arliss. Ze vonden haar niet knap genoeg om de grote liefde van Redford te spelen. Maar Hill hield vol en uiteindelijk gaf Universal toe.

## Productie

### Locaties
Hoewel regisseur George Roy Hill alles op locatie wilde filmen, besloot Universal om het uitgebreide stratencomplex op hun buitenterrein te gebruiken. De reden was toch dat er op locatie te veel moderne verkeersborden en andere uitingen als reclame verwijderd moest worden. Er werd alleen een paar aanvullende scènes geschoten op de Santa Monica Pier en in Pasadena. Ook werden enige opnames gemaakt in Chicago.

### Opnamen
De opnameperiode startte op 22 januari 1973 en liep tot en met april 1973. Het was aanvankelijk afwachten of acteur Robert Shaw aan de opnamen kon beginnen. Nog geen week voor het filmen was Shaw uitgegleden over een nat handbalveld van het Beverly Hills Hotel en hij had zijn kniebanden gescheurd. Maar de acteur was een taaie en kwam naar de opnamen met een knieverband. Hij hinkte wel, maar dat gaf achteraf gezien juist een extra sinister trekje aan zijn personage, gangster Doyle Lonnegan. 
Regisseur Hill had veel voorwerk gedaan en zich uitgebreid gedocumenteerd voor de opnames. Hij bekeek oude gangsterfilms en zocht zich een weg door oude jaargangen van de Saturday Evening Post. Verschillende illustraties uit dit tijdschrift werden ook gebruikt als inspiratie voor de tekeningen en belettering van de titelkaarten die de films onderverdelen in verschillende aktes. Producent Tony Bill bleek een expert op het gebied van antieke auto's en gaf adviezen over de auto's die werden gebruikt. Hij stelde zelfs zijn eigen, zeer zeldzame, 1935 Pierce Arrow, ter beschikking aan de productie. Het voertuig fungeerde als de privéauto van Lonnegan. Een van de zaken die Hill leerde van de gangsterfilms was dat er weinig figuranten te zien zijn. Hij handhaafde dit ook voor The Sting.

### Trucs
In de film moet Newman tijdens de pokerpartij in de trein de kaarten manipuleren, vergelijkbaar met de vaardigheid van een goochelaar op dit gebied. Er was echter geen tijd voor Newman om deze trucs te leren. Om die reden werd hiervoor John Scarne aangetrokken, althans zijn handen. Scarne, die als technisch adviseur aan de film was verbonden, was bekend met kaarttrucs en het spelen met kaarten. Steeds als Newman in de film de kaarten schudt, zijn het de handen van Scarne die je ziet. Door een knappe montage lijkt het alsof de acteur de kaarten manipuleert. John Scarne fungeerde ook als adviseur voor de pokerscène.

### Kostuums
De beroemde kostuumontwerpster Edith Head was aangetrokken voor de kostuums. Head zou haar achtste Oscar binnenhalen voor de ontwerpen. Er gaat een hardnekkige mythe dat Redford en Newman haar hadden gevraagd om blauwe overhemden, omdat die beter kleurden met hun ogen. Maar wie goed oplet bij het zien van de film, ziet dat alleen Redford zo nu en dan een blauw overhemd aan heeft. Newman is er nooit in te zien. De anekdote is foutief opgenomen in de biografie van Head, "Edith Head: The Life and Times of Hollywood's Celebrated Costume Designer", van David Chierichetti, uit 2003.

## Muziek

### Filmmuziek
Een van de meest kenmerkende onderdelen van de film is de muziek. Componist Marvin Hamlisch liet zich inspireren door de zogenaamde ragtime uit het begin van de twintigste eeuw. Muziek die meer thuishoort bij het tijdperk van de echte Gondorfs dan bij de jaren dertig van de twintigste eeuw waarin The Sting speelt. Veel van de muziek die Hamlisch gebruikt komt van pianist/componist Scott Joplin, zijn nummer "The Entertainer", werd in een arrangement van Hamlisch de herkenningsmelodie van de film en een grote hit in de jaren zeventig. De muziek van Joplin was in 1970 herontdekt door Joshua Rifkin die het album "Scott Joplin: Piano Rags" in dat jaar uitbracht. 
In 1973 bracht Gunther Schuller het album "Scott Joplin: The Red Back Book" uit en won een Grammy. De door Schuller aaneen gevlochten orkestraties van Joplins werk, de zogenaamde "Standard High-Class Rags", uitgebracht in 1912, werden door Hamlisch geleend voor de filmmuziek.

### Nummers
De volgende nummers zijn (soms alleen als fragment) in de film te horen:
- "Solace" (Joplin)
- "The Entertainer" (Joplin)
- "The Easy Winners" (Joplin)
- "Hooker's Hooker" (Hamlisch)
- "Luther" (Joplin/Hamlisch)
- "Pine Apple Rag" / "Gladiolus Rag" medley (Joplin)
- "The Entertainer" (Joplin) - piano versie
- "The Glove" (Hamlisch)
- "Pine Apple Rag" (Joplin)
- "Merry-Go-Round Music" medley (traditional)
- "Solace" (Joplin) - piano versie
- "The Entertainer" / "The Ragtime Dance" medley (Joplin)
- "Cascades" (Joplin)
- "The Rag-time Dance" (Joplin)

## Prijzen
- Oscar voor beste film
- Oscar voor beste regisseur - (George Roy Hill)
- Oscar voor beste originele scenario - (David S. Ward)
- Oscar voor beste artdirection - (Henry Bumstead en James W. Payne)
- Oscar voor beste kostuumontwerp - (Edith Head)
- Oscar voor beste montage - (William H. Reynolds)
- Oscar voor beste originele muziek - (Marvin Hamlisch)
- Directors Guild of America Award for Outstanding Directorial Achievement in Motion Pictures - (George Roy Hill)

## Nominaties
- Oscar voor beste acteur - (Robert Redford)
- Oscar voor beste camerawerk - (Robert Surtees)
- Oscar voor beste geluid - (Ronald Pierce & Robert R. Bertrand)
- Golden Globe voor beste filmscenario - (David S. Ward)
- WGA Award for Best Drama Written Directly for the Screen - (David S. Ward)

## Vervolg
In 1983 kwam een weinig succesvol vervolg op The Sting uit onder de titel The Sting II. Er deed niemand van de ploeg van de eerste film mee. Er was nog een andere film in voorbereiding. Hierin zou oplichter Soapy Smith optreden als de mentor van Henry Gondorff. Na het floppen van "The Sting II" werd afgezien van die plannen.
De film is ook van grote invloed geweest op de Britse televisieserie Hustle die voor het eerst werd uitgezonden in 2004. In de eerste aflevering wordt al verwezen naar "The Sting" en later wordt de truc van de 'Wire' letterlijk overgenomen van "The Sting". De serie gebruikt ook de erecode van de oplichters en er worden alleen doelwitten opgelicht die zich hufterig gedragen. Vaak wordt ook, net als in "The Sting", een doelwit opgelicht uit wraak.

## Citaten
- Kid Twist: Dukey, if this thing blows up, the Feds will be the least of our problems
- Kid Twist: Now how do you want to work this? Flat rate or percentage?

Benny Garfield: Who's the mark?
Kid Twist: Doyle Lonnegan.
Benny Garfield: Flat rate.
- Doyle Lonnegan: Your boss is quite a card player, Mr. Kelly; how does he do it?

Johnny Hooker: He cheats